# Pellegrue
Pellegrue è un comune francese di 1 031 abitanti situato nel dipartimento della Gironda nella regione della Nuova Aquitania.

## Società

### Evoluzione demografica
Abitanti censiti